# لمين هواك (فلم)
لمين هواك هو فيلم مصري عرض عام 1954، بطولة هدى سلطان وعماد حمدي وفريد شوقي، ومن إخراج حلمي رفلة.

## قصة الفيلم
ذات يوم يصل شاب حاول الإنتحار لأنه مصاب بالشلل، تنجح نادية في إخراجه من حالة اليأس وتنجح في علاجه، لتبدأ قصة حب بينه وبين شقيقتها نوال، وفي نفس الوقت تعاني نادية من سلوك أختها نوال، لتلجأ إلى الدكتور عادل وتطلب منه المشورة، لتولد بينهما قصة حب، وتتصاعد الأحداث.

## طاقم التمثيل
- هدى سلطان: (نادية)
- عماد حمدي: (عادل)
- فريد شوقي: (برعي)
- كمال الشناوي: (مدحت)
- منى: (نوال)
- عبد السلام النابلسي: (فرحات)
- وداد حمدي: (فاطمة)
- هاجر حمدي: (راقصة)
- منير الفنجري: (حسنين الفراش)
- ثريا سالم: (راقصة)
- زينات علوي: (إنصاف)

## فريق العمل
- إخراج: حلمي رفلة
- سيناريو وحوار: يوسف جوهر
- مدير التصوير: مسعود عيسى
- مونتاج: كمال أبو العلا
- إنتاج: لوتس فيلم (آسيا داغر)
- توزيع: لوتس فيلم
- تأليف الأغاني: فتحي قورة
- ألحان الأغاني: محمد فوزي، أحمد صدقي